# Esperantysta Roku
Esperantysta Roku (esp. Esperantisto de la Jaro) – tytuł przyznawany corocznie od 1998 przez rosyjską gazetę esperancką La Ondo de Esperanto z pomocą międzynarodowego jury. 

## Laureaci

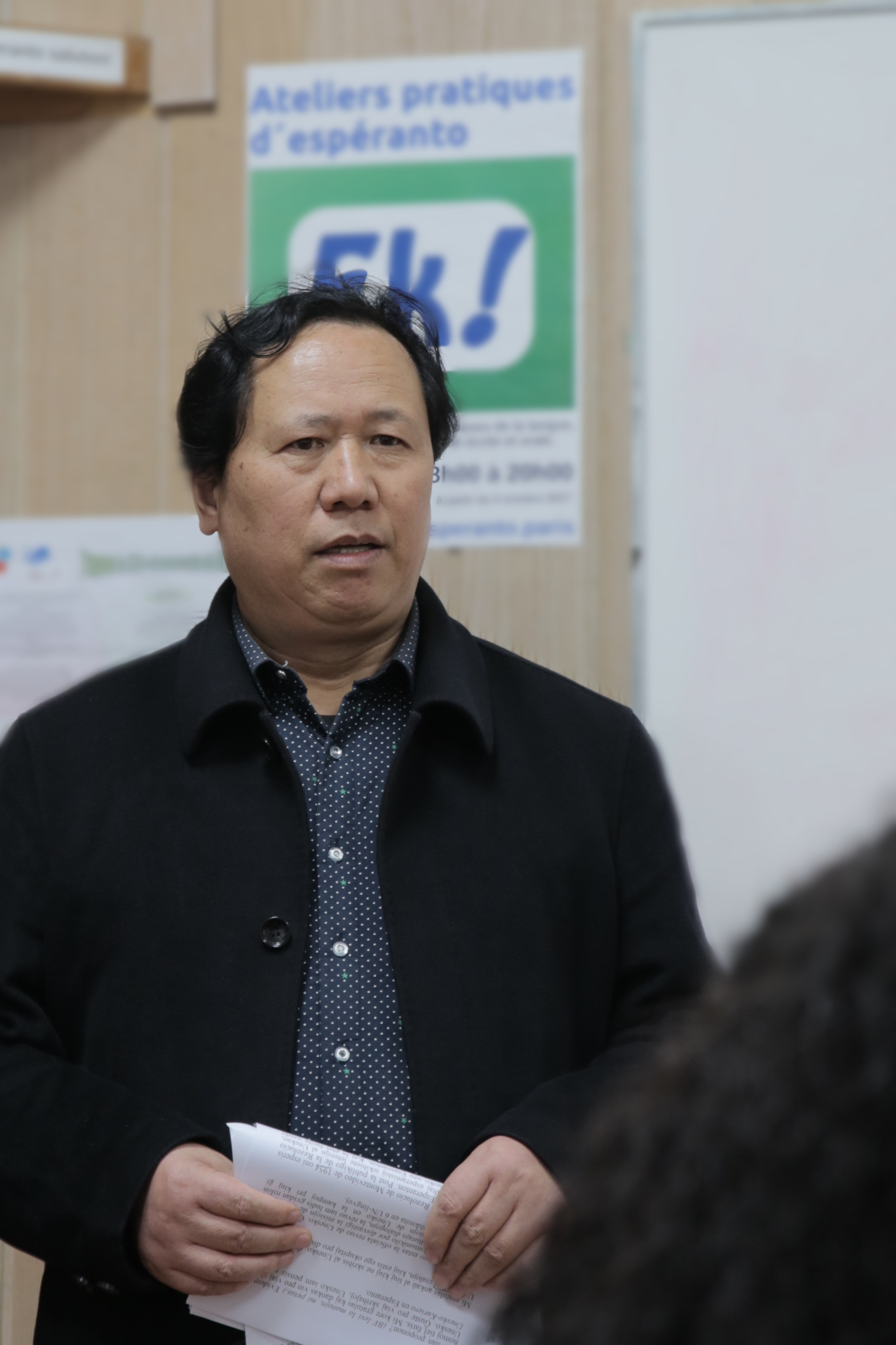
Trezoro Huang Yinbao, Esperantysta Roku 2017

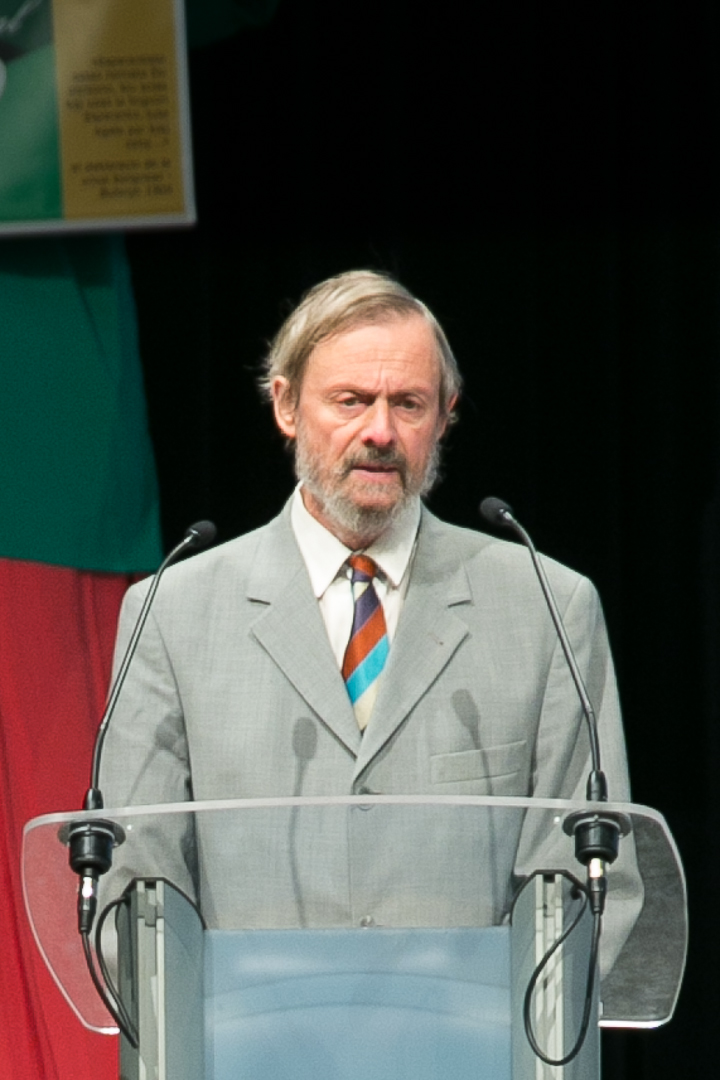
Stefan MacGill, Esperantysta Roku 2017

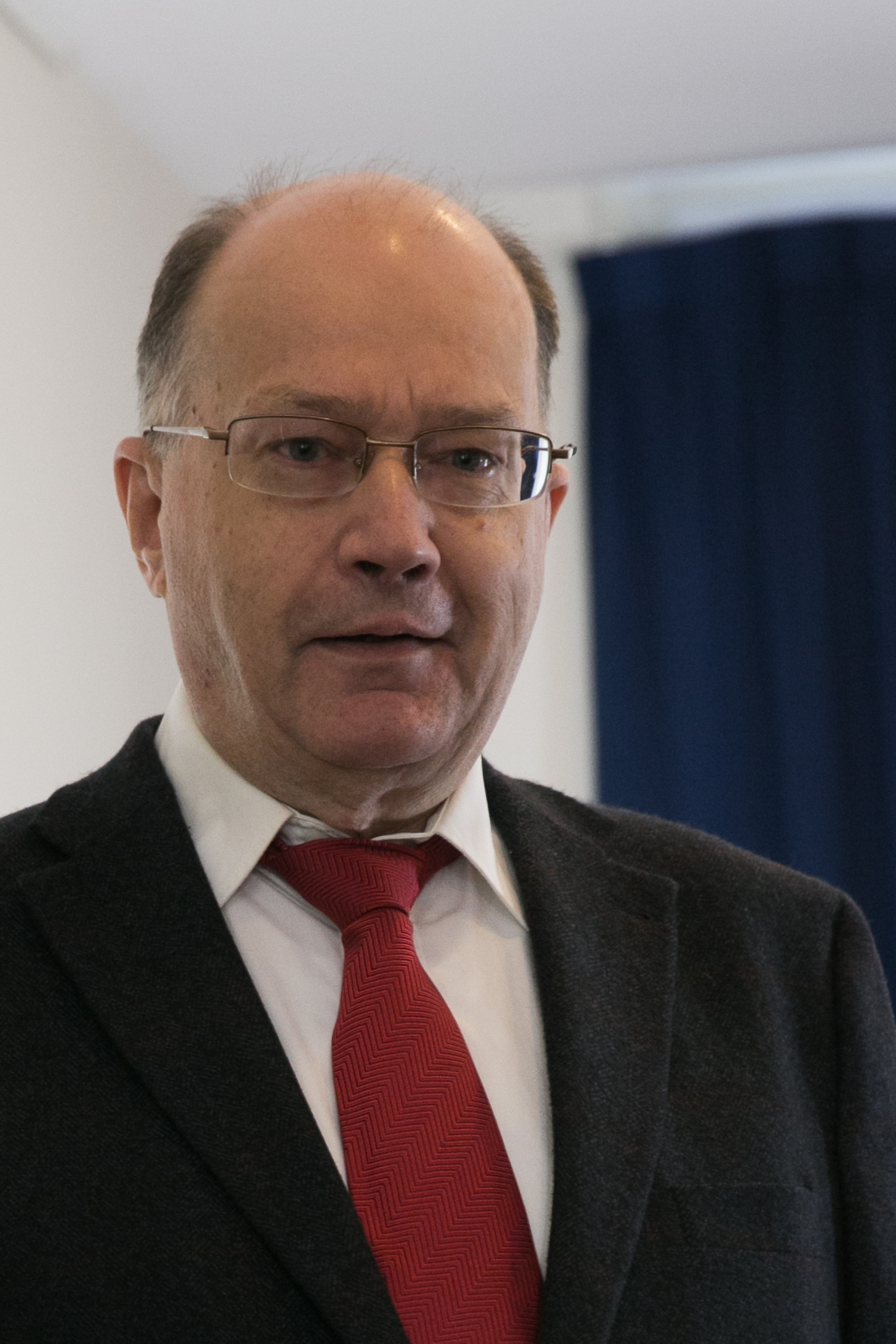
Osmo Buller, Esperantysta Roku 2001

| Rok  | Esperantysta                               | Kraj                          | Zasługa |
| ---- | ------------------------------------------ | ----------------------------- | --- |
| 2020 | Fernando Maia Junior                       | Brazylia                      | W roku pandemii Covid-19 zainicjował i przeprowadził internetowe obchody Światowego Kongresu pod nazwą „Wirtualny Kongres Esperanto” (“Virtuala Kongreso de Esperanto”). Kongres online odbywał się wraz z innymi wydarzeniami esperanckimi jako część większego "MondaFest" i umożliwił udział zdalny również wielu nowym esperantystom. |
| 2019 | Anna Löwenstein                            | Wielka Brytania               | |
| 2018 | Hori Jasuo                                 | Japonia                       | |
| 2017 | Trezoro Huang Yinbao                       | Chiny                         | Zainicjowanie i redagowanie Kuriera UNESCO w esperancie, stworzenie niezależnego czasopisma Tra la Mondo. |
| 2016 | Stefan MacGill                             | Nowa Zelandia                 | Zainicjowanie i realizacja programu Światowego Związku Esperantystów Aktivula Maturigo (AMO), szczególnie planowanie i organizacja licznych seminariów AMO w wielu krajach oraz inne działania w ruchu esperanckim. |
| 2015 | Chuck Smith                                | Stany Zjednoczone             | Szerokie rozpowszechnianie i wykorzystywanie esperanta w internecie, szczególnie opracowanie i uruchomienie anglojęzycznego kursu esperanta na Duolingo. |
| 2014 | Mireille Grosjean                          | Szwajcaria                    | Działalność w Afryce, m.in. organizacja 5. Afrykańskiego Kongresu Esperanta; aktywna działalność w ILEI i prowadzenie 47. konferencji tej organizacji w Montevideo w lipcu 2004; przygotowanie 3. Światowej Konferencji o nauczaniu esperanta w 2015 r.                                                                                   |
| 2013 | Mark Fettes                                | Kanada                        | Udane współprzewodniczenie fundacji Esperantic Studies Foundation wspierającej liczne projekty esperanckie (Północnoamerykańskie Kursy Letnie, Lernu!, Edukado.net); stworzenie nowego planu strategicznego UEA. |
| 2012 | Peter Baláž                                | Słowacja                      | Stworzenie, rozwój i opieka nad ważnymi projektami internetowymi; współpraca z instytucjami europejskimi i krajowymi; organizacja Letniej Szkoły Esperanta i konferencji naukowej KAEST; wydanie ważnych płyt, książek, broszur i filmów w/o esperancie.                                                                                  |
| 2011 | Dennis Keefe                               | Stany Zjednoczone             | Rozpowszechnianie esperanta na poziomie uniwersyteckim w Chinach oraz rozwinięcie projektu Wyspy Esperanckiej na Hajnanie. |
| 2010 | Katalin Kováts                             | Węgry                         | Promocja profesjonalnego nauczania esperanta, popularyzacja i realizacja egzaminów ze znajomości esperanta zgodnych z Europejskim Systemem Opisu Kształcenia Językowego oraz odnowienie strony dla nauczycieli esperanta edukado.net. |
| 2009 | Aleksander Korĵenkov                       | Rosja                         | Szerokie i staranne badania życia, prac i idei Zamenhofa oraz związane z tym prace i wykłady, szczególnie wydana w tym samym roku przy okazji 94. Światowego Kongresu w Białymstoku książka Homarano. |
| 2008 | Ilona Koutny                               | Węgry                         | Kompetentne i udane prowadzenie studiów interlingwistycznych na UAM. |
| 2007 | Peter Zilvar                               | Niemcy                        | Działalność na rzecz esperanta w mieście Herzberg am Harz. |
| 2006 | Bertilo Wennergren                         | Szwecja                       | Książka o gramatyce esperanckiej Plena Manlibro de Esperanta Gramatiko. |
| 2005 | Povilas Jegorovas                          | Litwa                         | Działalność na Litwie przy okazji Światowego Kongresu w 2005 w Wilnie. |
| 2004 | Helmar Gunter Frank                        | Niemcy                        | Udana organizacja prac Międzynarodowej Akademii Nauk San Marino. |
| 2003 | Dafydd ap Fergus                           | Walia                         | Aktywne informowanie o esperancie w Brukseli. |
| 2002 | Michel Duc Goninaz                         | Francja                       | Wieloletnie prace nad wydaniem słownika Plena Ilustrita Vortaro. |
| 2001 | Osmo Buller                                | Finlandia                     | Komunikaty prasowe UEA, aktywizacja ruchu esperanckiego w Chinach i na Litwie. |
| 2000 | Hans Bakker Maŭro La Torre Jouko Lindstedt | Holandia · Włochy · Finlandia | |
| 1999 | Keppel Enderby                             | Australia                     | Wzmocnienie ruchu esperanckiego (aktywny udział w kongresach, wystąpienie na berlińskim posiedzeniu Forum Strategicznego Ruchu Esperanckiego); działalność na Międzynarodowej Konferencji Organizacji Pozarządowych w Seulu. |
| 1998 | William Auld                               | Szkocja                       | |